# Maria Grazia Schiavo
Maria Grazia Schiavo (Nápoly, 1975. július 18.) olasz klasszikus zenei énekesnő, szoprán.

## Élete
A San Pietro a Majella Konzervatóriumban végzett, karrierje során az opera és a barokk zene szakterületére specializálódott. 1999-ben debütált Roberto De Simone színtársulatában, Giambattista Basile Pentameronjából a Hamucicuska-feldolgozás címszerepében.
2000-ben elnyerte a konzervatórium és Nápoly megye ösztöndíját. Számos olasz versenyt nyert, köztük 2002-ben a római „Santa Ceciliát” Bach-kantáták műsorával; szintén 2002-ben a Clermont Ferrand Nemzetközi Énekverseny opera kategóriában, Gioachino Rossini-oratórium és francia dallam programmal, a híres francia koloratúrszopránnal, Mady Mesplével karöltve.
Együttműködött nagy olasz és nemzetközi régizenei csoportokkal, többek között Fabio Biondi Europa Galantéjával, Fabio Bonizzoni La Risonanzájával, a Cappella della Pietà dei Turchini a Barokk Zenekarral, amelyet Antonio Florio vezényelt, William Christie Les Arts Florissants-jával és Ottavio Dantone Bizánci Akadémiájával. Énekelt a Musica Antica nagyobb nemzetközi zenei fesztiváljain, beleértve a Festival de Saint Denis-t, a Monteverdi Fesztivált Cremonában, a beaune-i Nemzetközi Barokk Zenei Fesztivált. Fellépett az olyan legrangosabb színházakban és helyszíneken, mint: a lisszaboni Gulbenkian Alapítvány, a Varsói Filharmonikusok, a párizsi Cité de la Musique, a milánói Quartet Society, a Buenos Aires-i Colòn Színház, a nápolyi Scarlatti Egyesület, a római Accademia di Santa Cecilia és a Római Filharmonikusok Akadémiája, a Teatro di San Carlo Nápolyban, a Teatro dell'Opera Rómában, a Teatro Regio Torinóban, a Ravello Fesztivál, a Palau de las Artes Valenciában, a Teatro Valli Reggio Emiliában, a Teatro Real Madridban, a Théâtre de la Monnaie Brüsszelben, a La Fenice Színház Velencében, a Theater an der Wien Bécsben, a Ravenna Fesztivál, a Whitsun Fesztivál Salzburgban, a Maestranza Színház Sevillában, az Opera Garnier Párizsban, a Martina Franca Fesztivál és a Massimo Színház Palermóban.
Együttműködik a Svájci Olasz Rádióval Maestro Diego Fasolis vezényletével, és számos rádiófelvételen vett részt a Radio Tre Suite, a Radio France, a Rai2 – Einaudi, valamint az RTSI-n.
2003–2004-ben Belinda volt a Dido és Aeneasban, és több szerepet játszott Henry Purcell A Tündérkirálynőben a Ravello Fesztiválon; Giovanni Paisiello: Pulcinella vendicato Mariolettáját, a Teatro di San Carlóért, Juliskát alakította Engelbert Humperdinck Jancsi és Juliskájában a nápolyi San Carlóban. Guacosinga volt Gian Francesco de Majo „Motezuma” című operája első modern előadásában a németországi Aschaffenburg Színházában. Floralba szerepét játszotta Cavalli „Statira” című művében a San Carlo operaévadában Antonio Florio vezényletével. A Nemzetközi Beaune Fesztiválon Rosmira volt Vinci Partenopé című operájában, és Szelene szerepét játszotta Piccinni „Elhagyott Dido” című művében.
A 2006/2007-es évadban énekelte Sandrinát Pasquale Anfossi La finta giardiniera (A hamis kertészlány, 1774) című darabjában, a franciaországi turnéján, Antonio Vivaldi Bajazidja Asteriáját Fabio Biondival Japánban és Franciaországban, meg a velencei Teatro La Fenicében; Pergolesi Stabat Materét Ottavio Dantonéval és a Bizánci Akadémiával; Dalindát Georg Friedrich Händel Ariodantéjában Christophe Rousset-vel a Theater an der Wienben; Leonardo Leo Alidoróját a bari Petruzzelli Színházban és a nápolyi Mercadante Színházban Antonio Florióval. 2007-ben részt vett az első MiTo SettembreMusica Fesztiválon, amikor Monteverdit énekelt az Arcadia Akadémiával Diego Fasolis vezényletével. Ugyanabban az évben Scarlatti A fájdalmak Szűze című művében Rinaldo Alessandrinivel a brüsszeli Théâtre de la Monnaie-ban, és egy előadásban Ottavio Dantonéval és a Bizánci Akadémiával Milánóban, Mozart La Betulia Liberata Antonio Florióval és a Cappella de'Turchinival, Cavalli Didójában Fabio Biondival, Galuppi Dorina házasságában a potsdami fesztiválon, Mozart Exultate Jubilátusában a madridi Teatro Realban. Ezeken felül Zerlina szerepét játszotta a Don Giovanniban, Lorin Maazel dirigálásával, Jonathan Miller rendezésében, a valenciai Palau de las Artes megnyitóján. És Paisiello Hannibál Torinójában Ottavio Dantonéval és a Bizánci Akadémiával; Scarlatti Narcissusának turnéja Spanyolországban, Fabio Biondi és az Europa Galante társaságában. 2008 februárjában részt vett Leonardo Leo L'Alidoro című zenés vígjátékának első modern kori előadásában a Pietà dei Turchini kápolna barokk zenekarával, Antonio Florio rendezésében, az előadás Reggio Emiliában volt, Dynamic DVD-re rögzítve. 2008 májusában énekelt a madridi Real Színházban Monteverdi Orfeuszában a Musica-Euridike-Proserpina szerepében, kiváló előadásban, William Christie rendezésében, Les Arts Florissants-tal és Pier Luigi Pizzi vezényletével. Ezt az előadást Dyinamic DVD-lemezre is rögzítik. Szintén 2008-ban: Orfeusz a madridi Teatro Realban W. Christie-vel, P.L Pizzi rendezésében Musica, Euridike, Proserpina szerepében; Pergolesi Adriano in Siria a Beaune Fesztiválon koncertelőadáson, Ottavio Dantone vezényletével; Ariodante Händeltől a bécsi Theater an der Wienben, C. Rousset karmesterrel, Dalinda szerepében; Händel Ptolemaiosza a bilbaói Arriaga Színházban, dirigens Aragon, rendezte: C. Carreres, Szeleuce szerepében. 2009 februárjában részt vett a nyitókoncerten, amelyet Riccardo Muti vezényelt a nápolyi Teatro di San Carlo újbóli megnyitásakor, Jommelli „Veni Creator Spiritus” című dalát énekelve. Ugyanabban az évben turnézott Jommelli Demofoontéjával Riccardo Muti vezényletével, Cesare Lievi rendezésében, Dircea szerepével Salzburgban (Pünkösdi Fesztivál), majd Párizsban és Ravennában. Kiváló értékelések, köztük a rangos Financial Times beszámolója: „Maria Grazia Schiavo fényes, szívből jövő éneke, Dircea szerepében, kiemelkedett”. Szintén 2009-ben: Händel Rinaldójában a ferrarai Teatro Comunaléban koncertelőadáson, Dantone vezényletével; Vinci Partenopéja a sevillai Maestranzában, vezényelt Florio, rendezte G. Tambascio, Rosmira szerepében.
Riccardo Muti őt választotta a 2010-es salzburgi pünkösdi fesztiválon  Wolfgang Amadeus Mozart Amital című ifjúkori oratóriumában, a La Betulia Liberata
2010-ben Purcell Dido és Aeneasában a velencei Teatro la Fenicében, A. Cremonesi vezényletével, Belinda szerepében; Betulia Liberata Mozarttól a Ravennai Fesztiválon és a Salzburgi Ünnepi Játékokon, maestro Muti vezényletével, M. Gandini rendezésében, Amital szerepében. 2011-ben Pergolesi Olimpiájában a nápolyi San Carlo Színházban, karmester Antonio de Marchi, rendezte: Roberto De Simone, Aristea és Händel Julius Caesarja szerepében, a ferrarai Teatro Comunaléban, Dantone vezényletével.
2011. április 9-én a népszerű La Barcaccia rádióműsor egy teljes epizódot szentelt neki, debütálása alkalmából – kiváló kritikai visszajelzésekkel – a Római Operában Konstanze főszerepében a Szöktetés a szerájból című filmben, amely 38 éve hiányzott a római színházból. Mozarti karrierje nemrégiben folytatódott Donna Anna szerepével, a 2013-as torinói Don Giovanniban, Christopher Hogwood vezényletével. 2011. május 5-én Rossini Stabat Materéban (korábban az orvietói székesegyházban) énekelt a Vatikánban Giorgio Napolitano köztársasági elnök és XVI. Benedek pápa előtt.
Fenntartva a barokk ismereteiből fakadó koloratúra figyelemre méltó virtuóz készségeit, hangja természetes fejlődése 2011 júniusában a torinói Teatro Regióban arra készült, hogy szembesüljön a tizenkilencedik századi olasz romantikus melodráma fétis szerepével: Lammermoori Lucia. Szintén 2011-ben részt vett a Los Angeles-i Operában a Plácido Domingo tiszteletére rendezett gálán és Domenico Cimarosa Kétségbeesett férj című művében a nápolyi San Carlo Színházban, karmester C. Rousset, rendezte: Paolo Rossi, Gismonda szerepében. 2012-ben a Carmina Buranát énekelte a Chicagói Szimfonikus Zenekarral, Riccardo Muti vezényletével. Továbbá: Händel Giustinója a Theater an der Wienben, S. Molardi vezényletével, Berenice szerepében; Händel Rinaldójában a Ferrarai Városi Színházban, a Reggio Emiliai Városi Színházban, a Ravennai Alighieri Színházban, karmester. O. Dantone, P. Pizzi rendezésében, Almirena szerepében; Figaro házassága a cagliari Teatro Liricóban, Soudant dirigálásával, M. Bianchi rendezésében, Susanna szerepében; Artaxerxes a Martina Francában, Rovaris vezényletével, rendezte G. Lavia, Mandane szerepében; Ravel Enfant et les sortileges a palermói Teatro Massimóban, dirigens Yves Abel, rendezte: L. Cannito.
Az utóbbi években ismét vendége volt a Beaune Fesztiválnak Händel Partenopéjának címszerepében és a Saint Denis Fesztiválon Paisiello Napóleon koronázási miséjén. Énekelt Nicola Conforto kínai partiján Fabio Biondival Madridban és Montpellier-ben.
2013 májusában ő volt a címszereplője Gluck Il Trionfo di Clelia című művének, amely operával 250 évvel az előtt (1763. május 14-én) nyitották meg a bolognai Teatro del Bibienát (a mai Teatro Comunalét).
2015 novemberben ő játszotta a Teatro San Carlóban, Nápolyban a Traviata (opera) Violetta szerepét, a spanyol tenor, Ismael Jordi mint Alfredo mellett.
2017 szeptemberében a Scalában Händel Tamerlanójában, és Asteria szerepében lépett fel Plácido Domingo mellett, a Diego Fasolis által vezényelt és az Abbiati-díjas David Livermore rendezésében.
2018-ban Gilda volt a palermói Teatro Massimo Rigoletto-előadásán, John Turturro vezényletével.

## Nevezetes szerepei
| Fellépései                | Fellépései                  | Fellépései                     | Fellépései                                                    | Fellépései |
| Cím                       | Szerző                      | Szerep                         | Színház                                                       |            |
| ------------------------- | --------------------------- | ------------------------------ | ------------------------------------------------------------- | ---------- |
| Hamucicuska               | Roberto De Simone           | Címszerep                      | Teatro di San Carlo, Nápoly                                   |            |
| Dido és Aeneas            | Henry Purcell               | Belinda                        | Gran Teatro La Fenice, Velence                                |            |
| Jancsi és Juliska         | Engelbert Humperdinck       | Juliska                        | Verdi Színház, Salerno                                        |            |
| Demophon                  | Niccolò Jommelli            | Dircea                         | Dante Alighieri Színház, Ravenna                              |            |
| Motezuma                  | Antonio Vivaldi             | Guacosinga                     | Pietà dei Turchini, Nápoly                                    |            |
| Elhagyott Dido            | Niccolò Piccinni            | Selene                         | Cité de la Musiques, Párizs                                   |            |
| L’Orfeo                   | Claudio Monteverdi          | Euridice / Proserpina / Musica | Teatro Real de Madrid                                         |            |
| Szöktetés a szerájból     | Wolfgang Amadeus Mozart     | Konstanze                      | Teatro dell’Opera di Roma                                     |            |
| Mózes és a fáraó          | Gioachino Rossini           | Anaisz                         | Teatro di San Carlo, Nápoly                                   |            |
| Olimpia                   | Giovanni Battista Pergolesi | Asteria                        | Teatro di San Carlo, Nápoly                                   |            |
| Farnace                   | Antonio Vivaldi             | Berenice                       | Theater an der Wien, Bécs; Théâtre des Champs-Élysées, Párizs |            |
| Julius Caesar Egyiptomban | Georg Friedrich Händel      | Kleopátra                      | Teatro Comunale di Ferrara                                    |            |

## Diszkográfia

### CD
- 2004 : Francesco Cavalli : Statira, Perzsa hercegnő
- 2005 : Giovanni Battista Pergolesi : Stabat Mater, Nicola Porpora : Salve Regina, Stephanie d'Oustrac, La Capella de'Turchini, Antonio Florio, Eloquentia, EL0505
- 2008 : A velencei kegyelmek. A kórházak zenéje (Carus)
- 2009 : Georg Friedrich Händel – Olasz kantáták, 1–5.
- 2009: Domènec Terradellas: Furor, Stefano Demichelli (csembaló), szabad fúga
- 2010 : Antonio Cesti : A szerelem szerencsétlenségei, Auser musici, rend. Carlo Ipata (Hyperion records, CDA67771 / 2) – 2CD
- 2010: L'Adoratione de 'Maggi (Glossa, GCD922601)
- 2010: L'Alidoro (Dynamic, CDS588)
- 2011: Georg Friedrich Händel (élő): Germanico, Il Rossignolo, rend. Ottaviano Tenerani (SONY / DHM )

### DVD
- 2009 Orfeo (Dynamic, 33598)
  - 2009 Alidoro di Leonardo. Leonardo (Dynamic 33588)
  - 2009 Didone – Francesco Cavalli (Dynamic 33537)
  - 2013 Partenope di Vinci (Dynamic 33586)

## Fordítás
- Ez a szócikk részben vagy egészben  a   Maria Grazia Schiavo című olasz Wikipédia-szócikk ezen változatának fordításán alapul.  Az eredeti cikk szerkesztőit annak laptörténete sorolja fel. Ez a jelzés csupán a megfogalmazás eredetét és a szerzői jogokat jelzi, nem szolgál a cikkben szereplő információk forrásmegjelöléseként.